# Haplothrips minutus
Haplothrips minutus är en insektsart som först beskrevs av Jindřich Uzel 1895.  Haplothrips minutus ingår i släktet Haplothrips och familjen rörtripsar. Inga underarter finns listade i Catalogue of Life.